# Anni 550
Gli anni 550 sono il decennio che comprende gli anni dal 550 al 559 inclusi.

## Eventi, invenzioni e scoperte

### Europa

#### Regno Franco

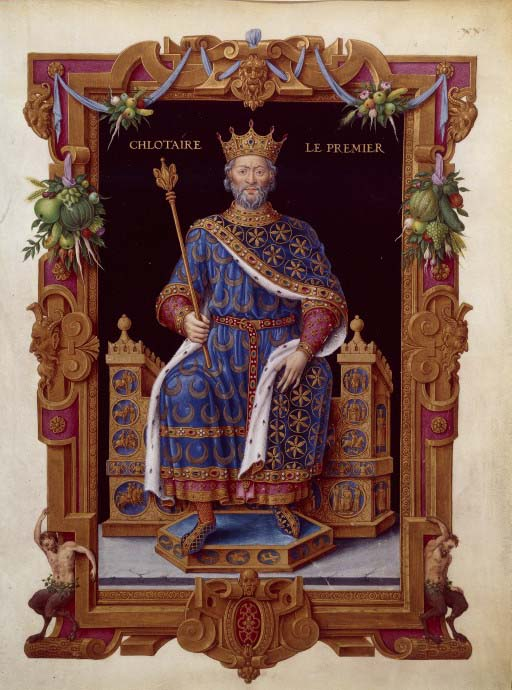
Ritratto di Clotario I, di Jean de Tillet

- 555: Muore Teodebaldo. I suoi territori passano a Clotario I.
- 558: Muore Childeberto. I suoi territori passano a Clotario I.
- 558: Clotario I diventa re di tutto il Regno Franco.
- 559: Il figlio di Clotario I, Cramno, si ribella, ma viene sconfitto e fugge in Bretagna.

#### Regno Ostrogoto
- 551: Perdita definitiva di Roma.
- 552: Morte di Totila. Sale al trono Teia, che si prepara subito alla battaglia finale con l'esercito bizantino.
- 553: Teia, che muore in battaglia, e l'esercito ostrogoto vengono sconfitti dall'esercito di Giustiniano nella Valle del Sarno. Cade il Regno Ostrogoto.

#### Impero romano d'Oriente

In rosso l'Impero Romano d'Oriente prima di Giustiniano, in arancione le aggiunte territoriali operate dalle conquiste di Giustiniano.

- 550: Dei monaci rubano di nascosto la seta ai Cinesi portandola a Costantinopoli, che diventa la nuova "Capitale della Seta".
- 550: Lo storico Menandro Protettore menziona la presenza degli Avari in Occidente.
- 551: Roma viene definitivamente conquistata.
- 551 - Battaglia di Sena Gallica: Finisce il predominio ostrogoto sul Mediterraneo dopo la sconfitta da parte dell'esercito bizantino.
- 552: Nasce la Spagna Bizantina.
- 553 - Caduta del Regno Ostrogoto: Con la sconfitta di Teia e la conseguente caduta del regno degli ostrogoti finisce la guerra greco-gotica e Giustiniano vede realizzato il suo sogno di riportare l'Impero Romano all'antico splendore, anche se, come si vedrà, solo per breve tempo. Nasce l'Esarcato d'Italia.
- 554: Giustiniano promulga una Pragmatica sanctio, che definisce il riordino amministrativo dell'Italia riconquistata. Intanto, termina la conquista della Spagna Meridionale.
- 555: Un terremoto devasta Latakia.
- 558: Crolla l'arco trionfale del Foro di Teodosio.

#### Regno dei Visigoti
- 553: Inizia una guerra civile.
- 554: Morte di Agila I. Atanagildo diventa re dei visigoti.

### Altro

#### Religione
- 7 giugno 555: Morte di Papa Viglio.
- 16 aprile 556: Diventa papa Pelagio I.

## Personaggi
- Totila, re d'Italia
- Teia, re d'Italia
- Giustiniano I, imperatore bizantino